# Гарродсбург (Кентуккі)
Гарродсбург (англ. Harrodsburg) — місто (англ. city) в США, в окрузі Мерсер штату Кентуккі. Населення — 9064 особи (2020).

## Географія
Гарродсбург розташований за координатами 37°45′58″ пн. ш. 84°50′48″ зх. д. / 37.76611° пн. ш. 84.84667° зх. д. (37.766040, -84.846664).  За даними Бюро перепису населення США в 2010 році місто мало площу 17,95 км², з яких 17,90 км² — суходіл та 0,05 км² — водойми.

### Клімат
| Клімат : Гарродсбург         | Клімат : Гарродсбург | Клімат : Гарродсбург | Клімат : Гарродсбург | Клімат : Гарродсбург | Клімат : Гарродсбург | Клімат : Гарродсбург | Клімат : Гарродсбург | Клімат : Гарродсбург | Клімат : Гарродсбург | Клімат : Гарродсбург | Клімат : Гарродсбург | Клімат : Гарродсбург | Клімат : Гарродсбург |
| Показник                     | Січ.                 | Лют.                 | Бер.                 | Квіт.                | Трав.                | Черв.                | Лип.                 | Серп.                | Вер.                 | Жовт.                | Лист.                | Груд.                | Рік                  |
| Середній максимум, °C        | 5,0                  | 7,8                  | 13,3                 | 18,9                 | 23,3                 | 27,8                 | 30,0                 | 29,4                 | 26,1                 | 20,0                 | 13,3                 | 6,7                  | 18,5                 |
| Середній мінімум, °C         | −4,4                 | −2,8                 | 1,1                  | 6,7                  | 12,2                 | 17,2                 | 19,4                 | 18,3                 | 13,9                 | 7,8                  | 2,2                  | −2,2                 | 7,5                  |
| Норма опадів, мм             | 85                   | 89                   | 109                  | 97                   | 119                  | 109                  | 116                  | 98                   | 78                   | 75                   | 88                   | 99                   | 1162                 |
| ---------------------------- | -------------------- | -------------------- | -------------------- | -------------------- | -------------------- | -------------------- | -------------------- | -------------------- | -------------------- | -------------------- | -------------------- | -------------------- | -------------------- |
| Джерело: The Weather Channel |                      |                      |                      |                      |                      |                      |                      |                      |                      |                      |                      |                      |                      |

## Демографія
Згідно з переписом 2010 року, у місті мешкало 8340 осіб у 3529 домогосподарствах у складі 2216 родин. Густота населення становила 465 осіб/км².  Було 3931 помешкання (219/км²).
Расовий склад населення:
| - 86,3 % — білих - 7,4 % — чорних або афроамериканців - 0,7 % — азіатів - 0,2 % — корінних американців - 2,4 % — осіб інших рас |

До двох чи більше рас належало 3,0 %. Частка іспаномовних становила 4,0 % від усіх жителів.
За віковим діапазоном населення розподілялося таким чином: 25,1 % — особи молодші 18 років, 58,2 % — особи у віці 18—64 років, 16,7 % — особи у віці 65 років та старші. Медіана віку мешканця становила 37,7 року. На 100 осіб жіночої статі у місті припадало 86,0 чоловіків;  на 100 жінок у віці від 18 років та старших — 81,5 чоловіків також старших 18 років.
Середній дохід на одне домашнє господарство  становив 43 939 доларів США (медіана — 30 240), а середній дохід на одну сім'ю — 52 686 доларів (медіана — 43 137). Медіана доходів становила 42 609 доларів для чоловіків та 34 745 доларів для жінок. За межею бідності перебувало 28,9 % осіб, у тому числі 46,0 % дітей у віці до 18 років та 11,3 % осіб у віці 65 років та старших.
Цивільне працевлаштоване населення становило 3011 осіб. Основні галузі зайнятості: виробництво — 26,9 %, освіта, охорона здоров'я та соціальна допомога — 21,7 %, роздрібна торгівля — 8,5 %, фінанси, страхування та нерухомість — 8,2 %.